# Марко д’Оджоно
Марко д’Оджоно (итал. Marco D'Oggiono; около 1470, Оджоно — не позже 1549, Милан) — итальянский художник эпохи Высокого Возрождения ломбардской школы, леонардеск — ученик Леонардо да Винчи в Милане.

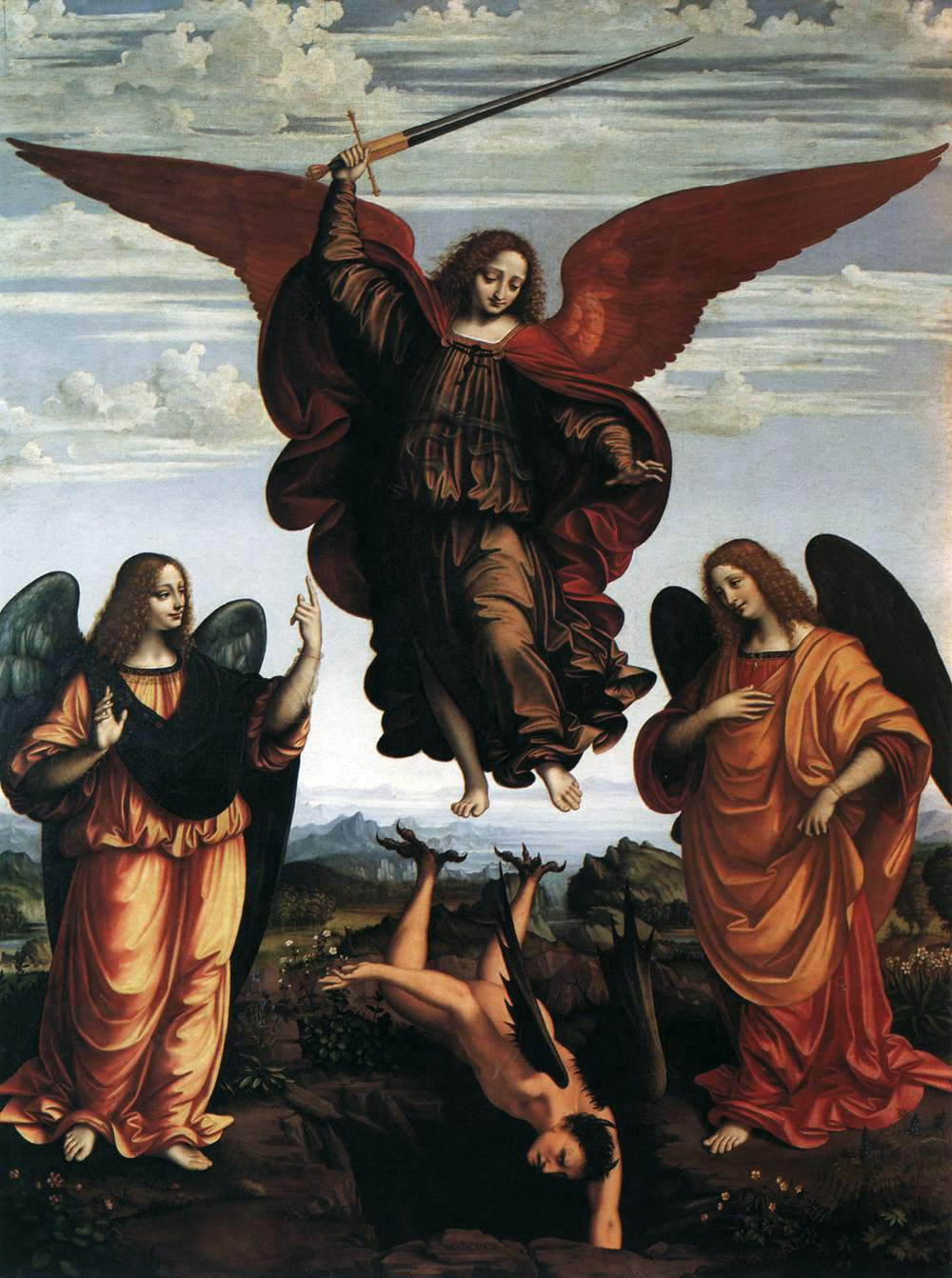
Pala dei Tre Arcangeli. Картинная галерея Брера, Милан

Как и Леонардо, Марко не имел фамилии в современном смысле; «д’Оджоно» — прозвище по городку, из которого он был родом, а сохранившиеся работы подписаны просто именем Marcus.
Марко д’Оджоно был плодовитым копиистом работ своего учителя. Он, в частности, оставил значительное количество копий «Тайной вечери», одна из которых находится в собрании Королевской Академии художеств в Лондоне.
В начале XVI в. Марко работал в Савоне над циклом фресок (теперь уже не существующих).
Из его оригинальных работ наиболее известны фрески для миланской церкви Санта-Мария-делла-Паче. Датировки их неизвестны, поскольку сведения о жизни Марко д’Оджоно вообще крайне скудны. Две из этих фресок находятся в настоящее время в Миланском музее Брера. Там же находится значительная станковая работа Марко д’Оджоно «Три архангела».